# 褶大辮魚
褶大辮魚為輻鰭魚綱辮魚目辮魚科的其中一種，分布於中東太平洋的夏威夷群島海域，棲息深度265-500公尺，屬深海魚類，體長可達68公分，棲息在大陸坡，屬肉食性，以魚類及無脊椎動物等為食。

## 擴展閱讀
維基物種上的相關：褶大辮魚